# Ole Lehmann

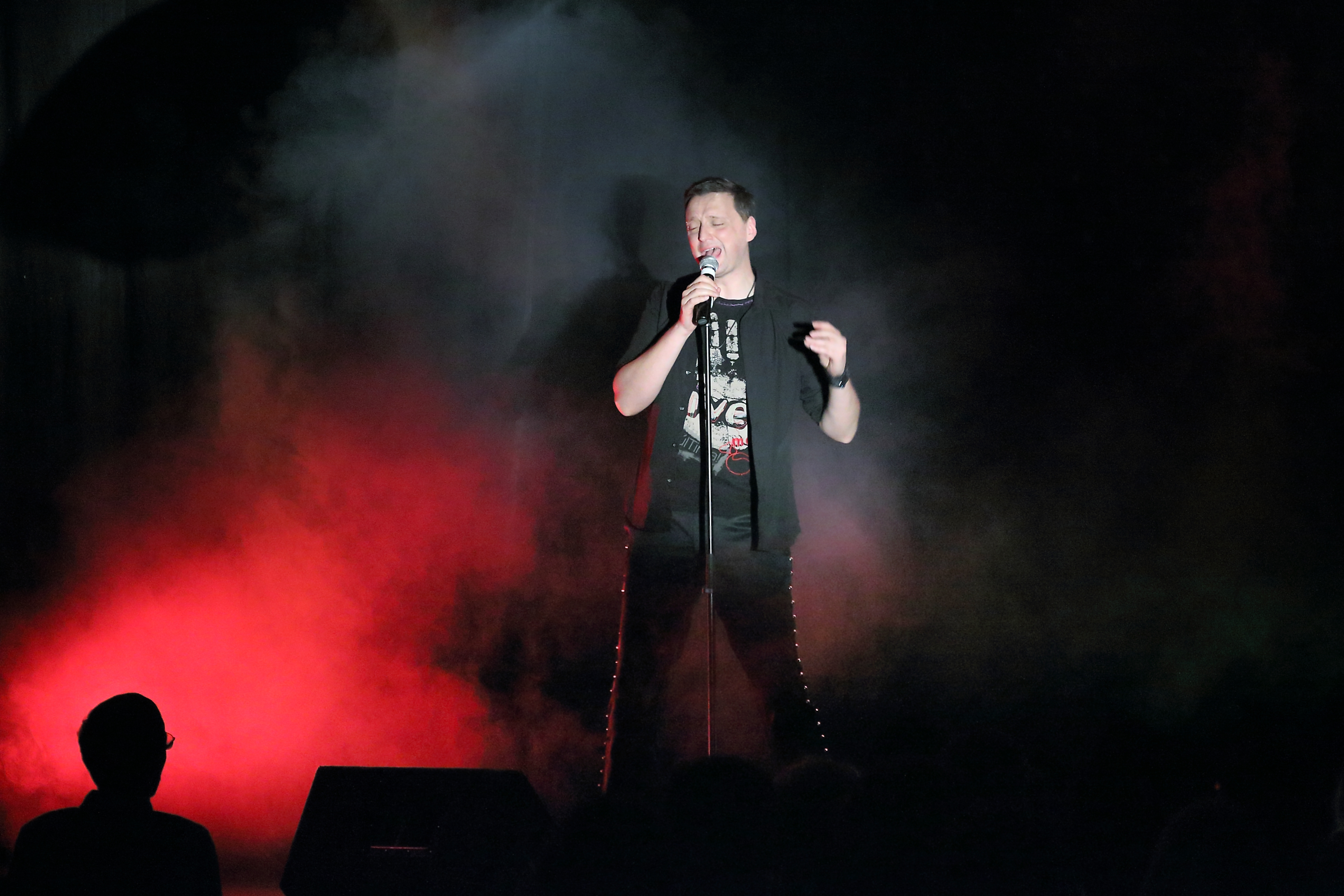
Ole Lehmann bei einem Auftritt 2014 in Heidenheim an der Brenz

Ole Lehmann (* 14. Juli 1969 in Hamburg) ist ein deutscher DJ, Musicaldarsteller, Comedian, Moderator, Autor, Regisseur und Redakteur.

## Leben
Ole Lehmann wurde in Hamburg geboren und wuchs in Norderstedt, Schleswig-Holstein, auf. Bereits mit 16 Jahren stand er zum ersten Mal hinter einem DJ-Pult und avancierte schnell zu einem der bekanntesten DJs in Norddeutschland. Im Winter 1989 begann er eine klassische Musicalausbildung an der Hamburger Stage School of Music, Dance and Drama. Nach dieser Ausbildung sammelte Ole Lehmann ab 1992 erste Bühnenerfahrungen in Musicals wie „The Rocky Horror Show“ oder „Grease“ in Hamburg. Anschließend konnte er an der Seite von Intendant Frank Tannhäuser am Imperial Theater bei der Zwei-Mann-Revue „Lollipop oder Schuld war nur der Bossa Nova“ große Erfolge verbuchen. Weitere Rollen folgten unter anderem in „Eating Raoul“ im St. Pauli Theater, in „Fifty-Fifty“ und im Nachfolger „Sixty-Sixty“ im Schmidts Tivoli, sowie in „Titanic – das Musical“ in Hamburg.
Ole Lehmann lebt offen schwul und setzt sich für gleiche Rechte von Schwulen, Lesben, Transgendern und intersexuellen Menschen ein. Er lebt in Berlin.

## Bühne & Karriere
Durch das Musical „Grease“ kam der Kontakt zu Thomas Hermanns 1993 zustande, der bei dem Musical Regie führte, und so folgte ein erster Auftritt im damals frisch gegründeten Quatsch Comedy Club, wo Ole Lehmann für einen erkrankten Comedian mit einer gecoverten Nummer von Jürgen von der Lippe kurzfristig einsprang. Anschließend begann er, eigene Comedy-Nummern zu schreiben und übernahm kurz danach auch Moderationen von Comedyshows. So moderiert er heute unter anderem in Thomas Hermanns Quatsch Comedy Live Clubs in Berlin, Hamburg und Düsseldorf den „Clubmix“. Als Nachfolger von Cindy aus Marzahn moderiert er seit 2010 zudem die „Talentschmiede“, die Newcomershow des Quatsch Comedy Clubs.
TV-Auftritte hatte er unter anderem bei Nightwash, Fun(k)haus, TV total, Cindy aus Marzahn und die jungen Wilden, Markus Lanz, in der Harald Schmidt Show, der Comedy-Talkshow u. A. w. g. – um Antwort wird gebeten bei Comedy Central sowie in Zimmer frei! und dem Quatsch Comedy Club. Ole Lehmann arbeitet als Autor und Regisseur für verschiedene Darsteller sowie für Thomas Herrmanns’ Popclub auf Pro Sieben. Außerdem spricht er als „Stimme“ des Quatsch Comedy Clubs das Intro der Sendung und sagt darin die in der jeweiligen Folge auftretenden Comedians an. Zudem war er als Moderator großer Modenschauen von Thomas Stoess und Max Mara tätig, bevor er im Juni 1997 die Jubiläumsgala zum 50-jährigen Bestehen des Spiegels in München, Stuttgart, Hamburg, Düsseldorf und Frankfurt moderierte. Als Regisseur und Autor war Lehmann bei Let's Twist beteiligt, dem Chanson-Programm von Julia Kock im Neuen Theater am Holstenwall.
Seit dem 9. Juni 2020 betreibt Lehmann den sporadischen Podcast „Butter bei die Fische“, einem halbstündigen Personality-Format, welches u. a. auf Podcast.de und Spotify abrufbar ist. In dem Podcast behandelt er u. a. aktuelle Themen und vermischt diese mit seinen Anekdoten und seiner persönlichen Sichtweise. Die erste Staffel lief bis 13. Juni 2022 und umfasst 16 Folgen. Der Start der zweiten Staffel erfolgte am 26. Januar 2023.
Im Juni 2022 veröffentlichte er sein erstes Buch als Autor, dass das Zusammenleben mit seinem Hund Charlie dokumentiert.
Im April und Mai 2023 sollte die Premiere seines neuen Programms „Und, was machen Sie tagsüber?“ in Berlin und Hamburg folgen. Um Missverständnisse mit einem anderen Künstler zu vermeiden,  wurde der Titel am 17.1.23 in  „Läuft, kann man nicht meckern“ geändert.
Seit dem 23. Januar 2023 ist Lehmann bei Pool Position unter Vertrag.
Im Februar 2023 legte er sich ein weiteres Standbein hinzu und begann als Dialogbuchautor in der Synchronbranche zu arbeiten.
Ole Lehmann ist mit seinen Soloprogrammen deutschlandweit zu sehen und bietet einen Mix aus Comedy, Entertainment und Pop. Seine Nummern basieren auf Beobachtungen und Alltagssituationen, die er zum Teil mit Songs belegt.

## Auszeichnungen
- 2008: Bremer Comedy Preis, 1. Platz Publikumspreis[1]
- 2014: Das große Kleinkunstfestival der Wühlmäuse, 1. Platz Publikumspreis[2]
- 2014: NDR Comedy Contest, 1. Platz[3]

## Werke

### Soloprogramme
- 1995: So what!?
- 2001: So what!? − 2nd Edition
- 2007: So what!? − Reloaded mit Rainer Bielfeldt (auch als Live-CD)
- 2011: Reich und trotzdem sexy!
- 2014: Geiz ist ungeil – So muss Leben!
- 2017: Homofröhlich
- 2021: #Tacheles
- 2023: Läuft, kann man nicht meckern

### Arbeiten als Autor
- 2000: That’s Love (Showprogramm Clubschiff AIDA)
- 2000: Popclub (Pro7)
- 2006: Grand-Prix-Show (Clubschiff AIDA)
- 2011: Zwei Apfelsinen im Haar (FRITZ Theater Bremen)
- 2013: Ein Bett im Kornfeld (FRITZ Theater Bremen)

### Arbeiten als Regisseur
- 1998: Let’s Twist (Neues Theater am Holstenwall)
- 1999: Es dreht sich irgendwie um Liebe (Schmidt Theater Hamburg)
- 2004: Ausversehnsucht (Weber/Beckmann)
- 2008: Vera Deckers
- 2011: Zwei Apfelsinen im Haar (FRITZ Theater Bremen)
- 2013: Ein Bett im Kornfeld (FRITZ Theater Bremen)
- 2019: Kiez Diva - Die größten Show-Hits der Reeperbahn

### Arbeiten als Buchautor
- 2022: 16 Jahre Charlie - Wer holt denn jetzt das Stöckchen?

### Arbeiten als Dialogbuchautor

#### 2023
- Seaven Deadly Sins - The Grudge Of Endinburgh Part 2 - Film - Netlix
- My One-Hit Kill Sister - Staffel 1 - Crunchyroll
- Tower Of God - 2 Folgen - Crunchyroll
- The Great Cleric - 1 Folge - Crunchyroll
- Boruto - Naruto Next Generations - 20 Folgen - Netlfix
- Most Ridiculous - 5. Staffel - Comedy Cental
- Shoresy - 4 Folgen - Netflix

#### 2024
- Mr. Beast - 3 Folgen - YouTube
- Krazy House - Film - Amazon Prime
- Justice League Unlimited: Die Liga der Gerechten - 12 Folgen - Netflix
- As a Reincarnated Aristocrat, I’ll Use My Appraisal Skill to Rise in the World - 24 Folgen - Crunchyroll
- Bye Bye, Earth - 1. Staffel - Crunchyroll

#### 2025
- Bye Bye, Earth - 2. Staffel - Crunchyroll
- Good Boy - 8 Folgen - Amazon Prime